# رامون سينكلدام
رامون سينكلدام (بالهولندية: Ramon Sinkeldam)‏ (و. 1989  م) هو راكب دراجة هوائية هولندي، ولد في زانستاد، شارك في طواف إسبانيا، وسباق طواف فرنسا 2017، وطواف إسبانيا 2013، وطواف إسبانيا 2014، وطواف فرنسا 2018، مركز لعبه هو عداء دراجات ‏.

## سباقات أو مراحل فاز بها
| التاريخ        | السباق                                                 | المركز                                       |
| -------------- | ------------------------------------------------------ | -------------------------------------------- |
| 29 مايو 2011   | Paris–Roubaix Espoirs 2011                             | الفائز في التصنيف العام                      |
| 10 فبراير 2012 | طواف قطر 2012                                          | السابع في تصنيف أفضل شاب                     |
| 05 مايو 2013   | أربعة أيام من دونكيرك 2013                             | المركز الثالث                                |
| 02 يونيو 2013  | دلتا تور زيلاند 2013                                   | المركز الثاني                                |
| 01 يناير 2014  | موانئ العالم كلاسيكي 2014                              | الفائز في ترتيب النقاط للشباب، المركز الثاني |
| 18 مايو 2014   | تور دي بيكاردي 2014                                    | المركز الثاني                                |
| 07 يونيو 2014  | دلتا تور زيلاند 2014                                   | المركز الثاني                                |
| 31 مايو 2015   | 2015 Velothon Berlin                                   | الفائز في التصنيف العام                      |
| 23 أغسطس 2015  | طواف فاتينفول 2015                                     | الثامن في التصنيف العام                      |
| 06 أكتوبر 2015 | بينشي-شيمي-بينشي 2015                                  | الفائز في التصنيف العام                      |
| 05 أبريل 2017  | شيلدبرايش 2017                                         | التاسع في التصنيف العام                      |
| 25 يونيو 2017  | سباق الطريق للرجال في بطولة هولندا لسباق الدراجات 2017 | الفائز في التصنيف العام                      |
| 24 يونيو 2018  | 2018 Paris–Chauny                                      | الفائز في التصنيف العام                      |

## روابط خارجية
- رامون سينكلدام على موقع الاتحاد الدولي للدراجات (الإنجليزية)
- رامون سينكلدام على موقع أرشيف الدراجات (الإنجليزية)
- رامون سينكلدام على موقع إحصائيات الدراجات الإحترافية (الإنجليزية)
- رامون سينكلدام على موقع نسبة الدراجات (الإنجليزية)
- رامون سينكلدام على موقع CycleBase (الإنجليزية)